# 칼슈타트

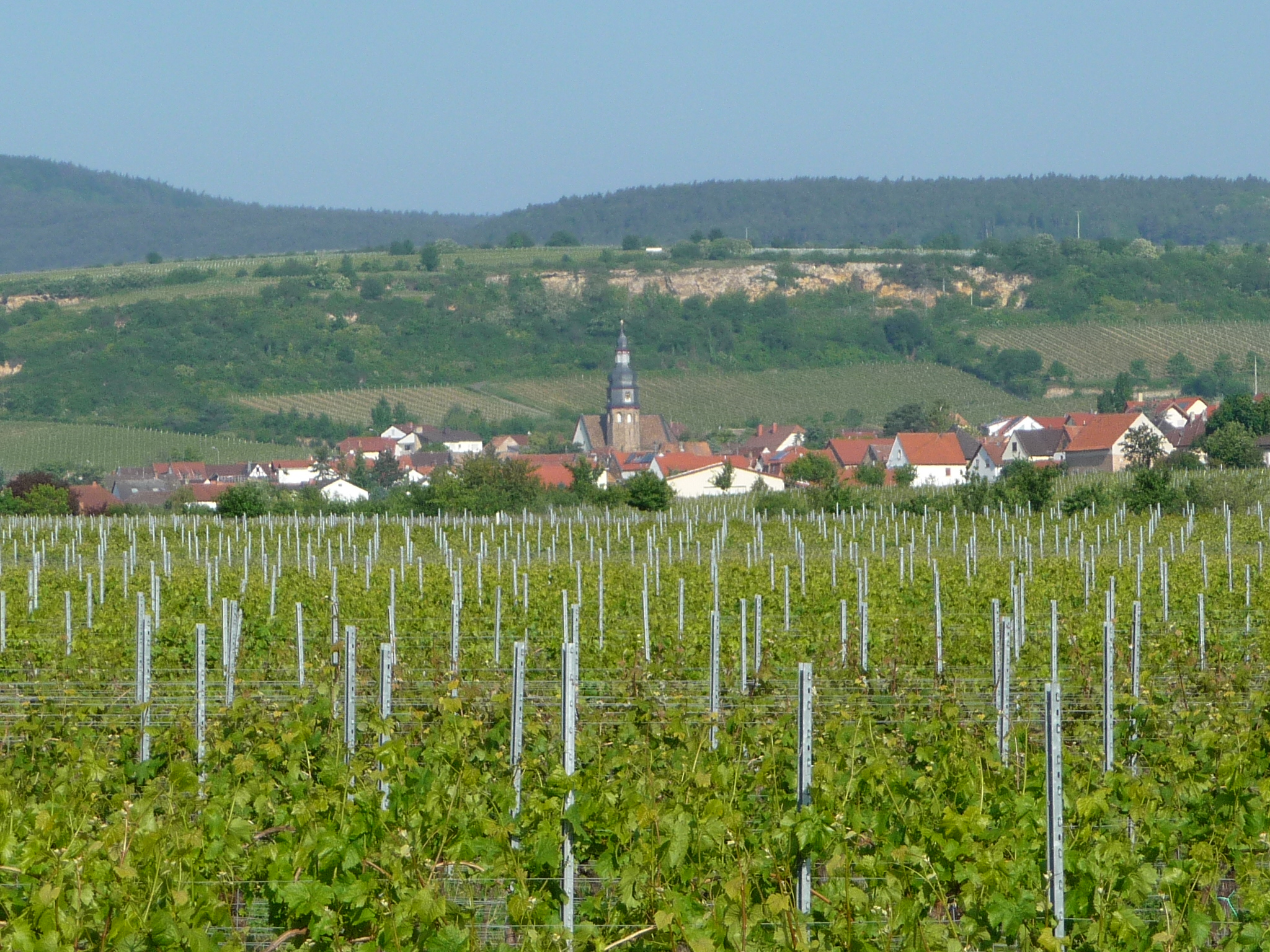
칼슈타트

칼슈타트(독일어: Kallstadt)는 독일 라인란트팔츠주에 위치한 도시로 면적은 6.58km2, 높이는 134m, 인구는 1,225명(2015년 12월 31일 기준), 인구 밀도는 190명/km2이다.
독일 포도주의 길에 위치하며 19세기까지는 바이에른 왕국의 지배를 받았다. 미국의 식품 회사인 하인즈 가문, 미국의 대통령을 역임한 도널드 트럼프 가문의 출신지이기도 하다.

시 문장

## 같이 보기
- 트럼프가